# Nola praefica
Nola praefica is een vlinder uit de familie visstaartjes (Nolidae). De wetenschappelijke naam van deze soort is voor het eerst geldig gepubliceerd in 1884 door Saalmüller.
De soort komt voor in tropisch Afrika.